# 形態展示
形態展示（けいたいてんじ）とは、野生の生息環境を再現した生態展示でもなく、その行動的特徴を見せるように工夫された行動展示でもない、生きた動物の身体的特徴だけを見せる目的で展示している生体展示の一種である。